# Glicerato deidrogenasi
La glicerato deidrogenasi è un enzima appartenente alla classe delle ossidoreduttasi, che catalizza la seguente reazione:
(D)-glicerato + NAD+ ⇄ idrossipiruvato + NADH + H+